# Єфаєвське сільське поселення
Єфа́євське сільське поселення (рос. Ефаевское сельское поселение) — муніципальне утворення у складі Краснослободського району Мордовії, Росія. Адміністративний центр — село Єфаєво.
Станом на 2002 рік існували Єфаєвська сільська рада (село Єфаєво, присілок Старе Леп'єво) та Зайцевська сільська рада (село Зайцево, присілок Стара Потьма).
27 листопада 2008 року ліквідоване Зайцевське сільське поселення (село Зайцево, присілок Стара Потьма) увійшло до складу Єфаєвського сільського поселення.

## Населення
Населення — 676 осіб (2019, 930 у 2010, 1127 у 2002).

## Склад
До складу поселення входять такі населені пункти:
| Населений пункт         | Населення, осіб (2002) | Населення, осіб (2010) |
| ----------------------- | ---------------------- | ---------------------- |
| Єфаєво, село            | 856                    | 747                    |
| Зайцево, село           | 174                    | 124                    |
| Стара Потьма, присілок  | 36                     | 25                     |
| Старе Леп'єво, присілок | 61                     | 34                     |